# Эндрюс, Кевин (политик)
Кевин Джеймс Эндрюс  — австралийский политик, член Либеральной партии, министр в правительствах Говарда и Эбботта. Член Палаты представителей с 1991 по 2022 год от округа Мензис.

## Биография
Родился и вырос в Сейле, штат Виктория. Получил начальное и среднее образование в начальной школе Роздейл и колледже Святого Патрика в Сейле. Затем учился в колледже Ньюмана Мельбурнского университета: бакалавр права (1979), бакалавр искусств (1980). В 1986 году получил степень магистра права в Университете Монаша.
С 1980 по 1983 год работал в Юридическом институте Виктории в качестве юриста и координатора непрерывного юридического образования. С 1983 по 1985 год помощник Джеймса Гоббо, судьи Верховного суда Виктории, а впоследствии губернатора.
С 1985 до своего избрания в парламент в 1991 году работал адвокатом. Специализировался на медицинском праве и медицинской этике.

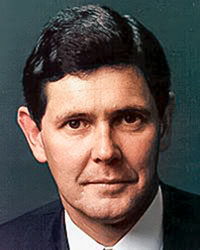
Кевин Эндрюс в начале политической карьеры

Был избран в Палату представителей от Либеральной партии на дополнительных выборах в Мензисе в 1991 году. При этом он жил не в своём избирательном округе, а в соседнем Джагаджаге. До этого он одержал победу в праймериз, опередив 25 других кандидатов.
Стал известен своим социальным консерватизмом. Один из авторов проекта принятого в 1997 году закона, запрещавшего эвтаназию на федеральных территориях. В 2002 году выступил против исследований стволовых клеток.
В правительстве Говарда занимал посты министра по делам пожилых (с 26 ноября 2001 по 7 октября 2003), министра занятости и трудовых отношений (2003—2007) и министра по вопросам иммиграции и гражданства (с февраля по 3 декабря 2007).
После поражения коалиции на федеральных выборах 2007 года сыграл ключевую роль в смене руководства Либеральной партии в 2009 году, когда Тони Эбботт сменил Малкольма Тёрнбулла на посту лидера. В правительстве Эбботта занимал пост министра социальных служб с сентября 2013 по декабрь 2014 года и министра обороны с декабря 2014 по сентябрь 2015 года.
Был отстранен от должности в 2015 году, когда Тёрнбулл вернулся в качестве лидера партии и заменил Эбботта на посту премьер-министра. Оставался депутатом парламента до 2022 года, когда потерпел поражение на праймериз.
Умер 14 декабря 2024 года в возрасте 69 лет от онкологического заболевания.

## Личная жизнь
Жена (с 1979) — Маргарет Райан, пятеро детей.